# 분자영상
분자영상(molecular imaging)은 최근 빠른 속도로 발전하고 있는 생체의학의 한 분야로서 세포(cellular) 또는 그 이하(subcellular) 단계의 생물학적 과정을 생체 내에서 영상화하여 그 특성을 규명하고 정량화하는 분야이다. 이러한 방법으로 생성된 영상은 세포의 분자적 대사경로를 반영하게 되고, 특히 질병 모델에서 생명체의 생리적인 환경에서의 질병과정을 반영한다는 점이 특징이다. 분자영상학은 의학, 분자/세포 생물학, 영상의학, 물리학, 약학, 화학, biomathmatics 등 여러 영역의 학문이 결합한 새로운 분야이다.